# Abbabis
Abbabis bzw. Ababis ist ein am 30. Mai 1900 eröffneter und inzwischen stillgelegter Bahnhof 165,65 Kilometer nordöstlich von Swakopmund und 28,61 km südwestlich von Karibib in Namibia an der stillgelegten alten Schmalspur-Bahnstrecke Swakopmund–Windhoek mit 600 mm Spurweite.

## Lage
Oberhalb des Bahnhofs gab es früher ein das Genesungsheim, in dem sich Soldaten der Kaiserlichen Schutztruppe 
erholen konnten. Es gibt vom Verwaltungsgebäude noch eine Ruine auf einer heutigen Rinderweide. Die Unterkünfte der Soldaten bestanden aus Baracken und Zelten.

## Name
Die Etymologie des Ortsnamens ist noch nicht endgültig geklärt: Der Name stammt vermutlich aus einer Khoikhoi-Sprache und bedeutet so etwas wie „roter Punkt“. Andernfalls leitet sich vielleicht wie bei einer knapp 300 km weiter südlich gelegenen Farm von dem Khoekhoegowab-Wort „Abas“ für Kürbisflasche oder Kalebasse ab.

## Heutige Nutzung
Die Schienen wurden inzwischen vollkommen entfernt. An der Front- und Rückseite des ehemaligen steinernen Bahnhofsgebäudes wurden jeweils Erweiterungen vorgenommen. Es wird heute als gepflegtes Wohnhaus genutzt. Die Wasserversorgung erfolgt nach wie vor über den damals angelegten Brunnen.

## Bilder des Bahnhofsgebäudes

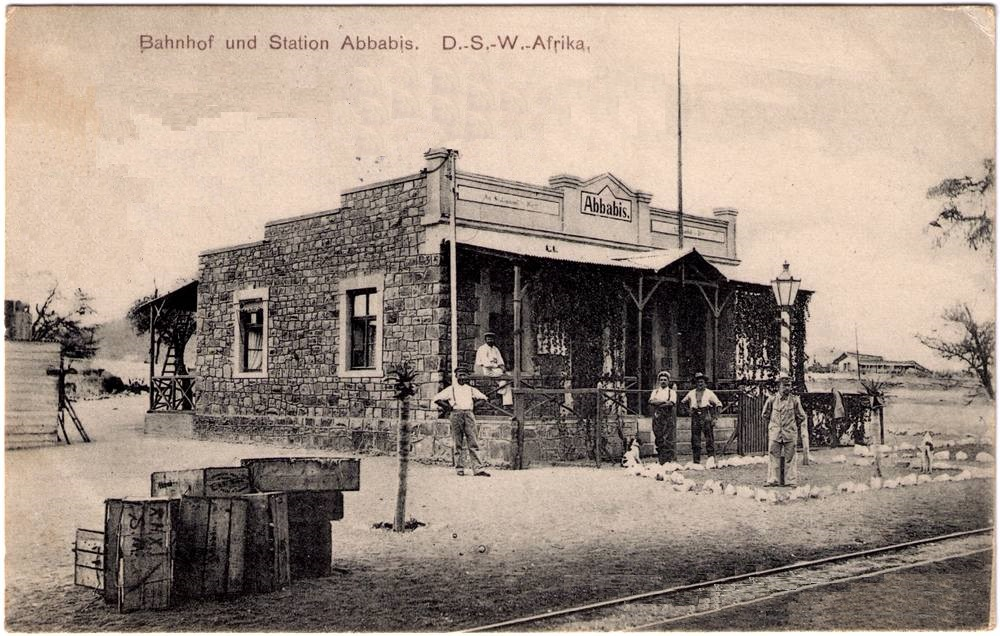
Postkarte aus der deutschen Kolonialzeit
Dreifarbenfotografie von Eduard Kiewning (1907)